# Belgodère
Belgodère (korziško Belgudè) je naselje in občina v francoskem departmaju Haute-Corse regije - otoka Korzika. Leta 2007 je naselje imelo 467 prebivalcev.

## Geografija
Kraj leži v severozahodnem delu otoka Korzike 70 km jugozahodno od središča Bastie.

## Uprava
Belgodère je sedež istoimenskega kantona, v katerega so poleg njegove vključene še občine Algajola, Aregno, Avapessa, Cateri, Costa, Feliceto, Lavatoggio, Mausoléo, Muro, Nessa, Novella, Occhiatana, Olmi-Cappella, Palasca, Pioggiola, Speloncato, Vallica in Ville-di-Paraso s 3.018 prebivalci.
Kanton Belgodère je sestavni del okrožja Calvi.

## Zanimivosti
- župnijska cerkev sv. Tomaža, zgrajena v letih od 1560 do 1792 na temeljih prvotne cerkve iz leta 1269,
- dvorec s parkom Malaspina iz konca 19. stoletja,
- ruševine genoveškega stolpa Tour de Lozari.